# Кшишковиці (Свентокшиське воєводство)
Кшишковиці (пол. Krzyszkowice) — село в Польщі, у гміні Казімежа-Велька Казімерського повіту Свентокшиського воєводства.
Населення — 268 осіб (2011).
У 1975-1998 роках село належало до Келецького воєводства.

## Демографія
Демографічна структура на день 31 березня 2011 року:
|          | Загалом | Допрацездатний вік | Працездатний вік | Постпрацездатний вік |
| -------- | ------- | ------------------ | ---------------- | -------------------- |
| Чоловіки | 126     | 23                 | 87               | 16                   |
| Жінки    | 142     | 26                 | 75               | 41                   |
| Разом    | 268     | 49                 | 162              | 57                   |